# فونیکس سی.آی
فونیکس سی. آی (به انگلیسی: Phönix_C.I) یک هواگرد ملخ‌پیشین تک‌موتوره از نوع Reconnaissance and General-Purpose Biplane ساخت شرکت Phönix Flugzeug-Werke است. این هواگرد در سال ۱۹۱۸ میلادی رسماً معرفی گردید. در مجموع، تعداد ۱۴۰ فروند از این هواگرد ساخته شده‌است.